# 宁德历史
宁德历史，也称闽东历史。闽东地区拥有1700多年的建制史，在历史上曾被称作温麻、长溪、福宁，当地早在3000多年前的新石器时代就有人居住。宁德一词源于五代十国时期，闽国政权将原属长溪县宁川乡和古田县东部的感德场升格为县，自宁川、感德场各取一字而来。但宁德一带的政治、文化中心长期以来都在今霞浦县境内，直到中华民国时期才被福安县所取代，1970年，宁德成为行政中心并延续至今。

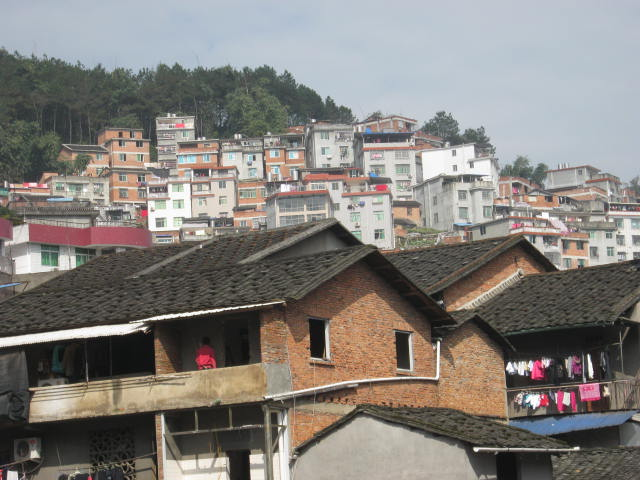
宁德市区，摄于2012年

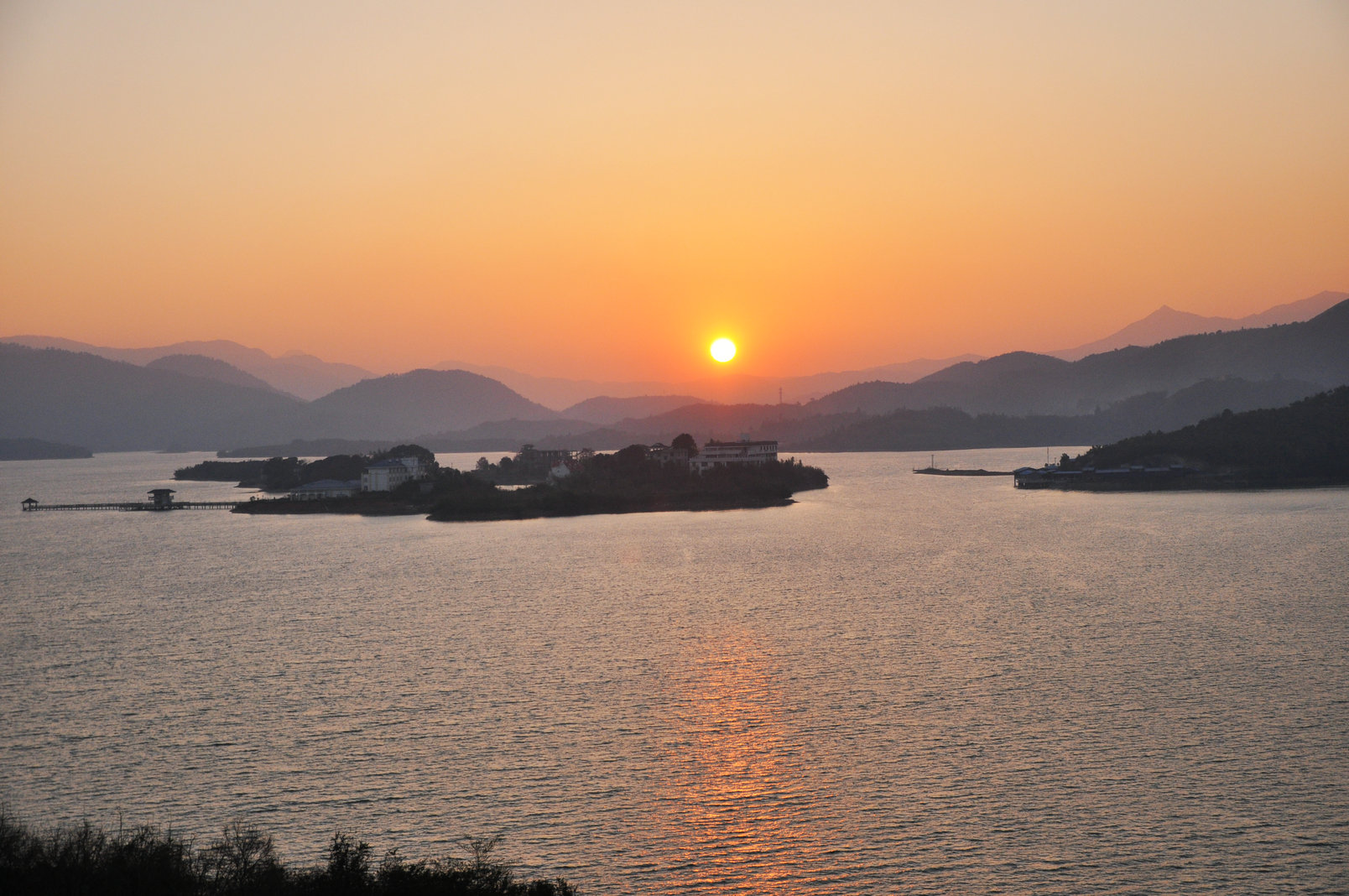
位于宁德市古田县的翠屏湖夕照

宁德在先秦时期为七闽地，由闽越国统治，秦朝时期属于闽中郡，汉朝中期，宁德一带归冶县（县治在今福州）管辖。三国时期，孙吴政权于建衡年间在今霞浦县古县村设立温麻船屯，282年，西晋在此地建立温麻县。唐朝时期，温麻改称长溪县，元朝时期，长溪县升格为福宁州，管辖福安、宁德等县。清朝时期福宁州升格为福宁府，1739年后，福宁府统辖“福宁五邑”，即霞浦（含今柘荣县地区）、福安、宁德（含今周宁县地区）、福鼎和寿宁。1913年福宁府废除，霞浦县失去闽东行政中心地位，原福宁府地域由福州所在的行政区管辖，直至1934年在福宁五邑地区设立了行政督察区，专员公署驻福安县。中华人民共和国成立后，该地改称第三专区（后改称福安专区），专署仍驻福安，1970年，行政中心迁往宁德县，翌年福安专区改称宁德地区，2000年成立地级宁德市后，行政中心称蕉城区，即为原县级宁德市所辖地区。闽东辖域历经沿革，中华人民共和国时期曾管辖松溪县、政和县、罗源县、连江县和长乐县，至今除管辖原福宁五邑的七个县级行政区外，宁德市还管辖原为福州十邑一部分的古田、屏南两县。

## 温麻建制前（新石器时代—东汉末年）

### 先秦时期

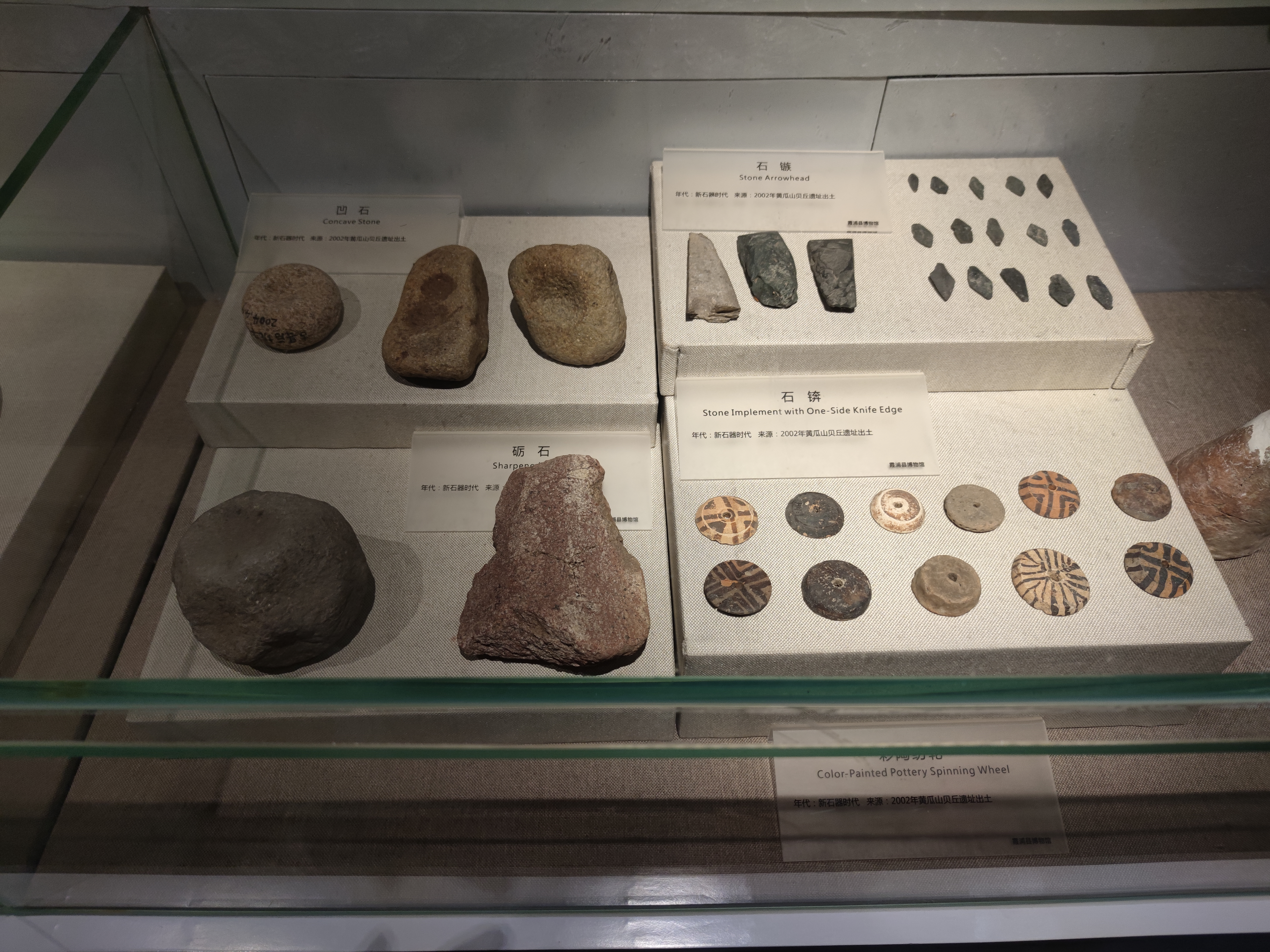
出土于霞浦县小马村的黄瓜山遗址文物，展于霞浦县博物馆

闽东地区早在3000多年前就有人居住。在霞浦县沙江镇的小马村便已发现新石器时代的人类遗迹，即黄瓜山遗址。黄瓜山遗址与位于连江县的亮岛遗址同属于贝丘遗址。
唐虞时期，闽东地区在九州中隶属于扬州，夏朝时期，君主少康将庶子無餘册封到会稽，统辖范围南至南海，囊括整个福建地区。春秋时期，闽东地区在吴、越以南，基本上为越国统治。无余的十世孙勾践之后越国逐渐衰弱，越国亡于楚国，而越族余部所割据的七闽地后被勾践七世孙无诸统一而建立閩越國。

### 秦汉时期
秦统一中国后，秦始皇废闽越王号建立闽中郡，无诸被任命为君長。此时的闽越名义上已经亡国，但事实上，此时的闽中郡并未直接受到秦朝的统治。秦朝末年，无诸在楚漢之爭中支持刘邦，因此在西汉建立后被册封为闽越王。后闽越国为汉朝所灭。西汉后期，在福州地区建立了冶县，隶属于會稽郡管辖，其统辖范围包括了整个宁德地区。东汉建安元年（196年），冶县改称侯官县，东汉末年隶属于孙吴政权设置的會稽南部都尉。

## 建制肇始（三国时期—唐朝初年）

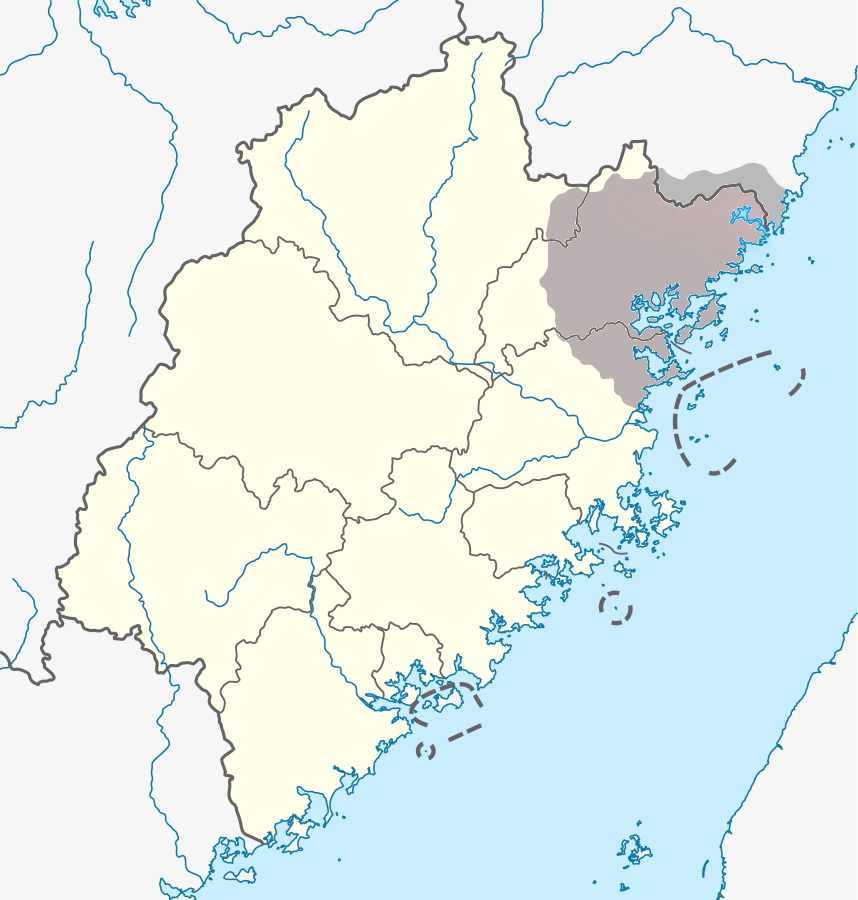
温麻县在今福建省、浙江省的位置

三国时期，孫吳政权在建安郡侯官县（今福州市）设立“典船校尉”一职，掌督造海船，并于侯官县东北（旧址在今霞浦县沙江镇古县村）建立温麻船屯，利用罪犯和征集当地工匠、劳工造船。关于建立年代有两种说法：其一为建立于建衡元年（269年），另一说法为永安年间建立。温麻船屯是孙吴的三大造船厂（横屿、番禺、温麻）之一。西晋攻灭孙吴政权后，温麻船屯建制被保留。
西晋太康三年（282年），温麻船屯升格成为温麻县，属于晋安郡下辖的八县之一，其辖域包括了今天的宁德市蕉城区、福安市、福鼎市、霞浦县、寿宁县、柘荣县、周宁县和福州市的罗源县、连江县，以及闽北（松溪、政和）、浙南（苍南）的小部分辖域。温麻县的县治沿袭自温麻船屯，在今霞浦县沙江镇古县村。刘宋泰始四年（468年），晋安郡改为晋平郡，南齐复称晋安郡。南陈时期，温麻县属闽州。开皇九年（589年），隋朝灭陈，温麻县废除，并入原丰县（今福州）。唐朝武德六年（623年）复置，由于原来的温麻县的行政中心是为造船而设置的，复置后，温麻治所迁移至今连江地区并改名为连江县，原来的行政中心改设宁远镇。

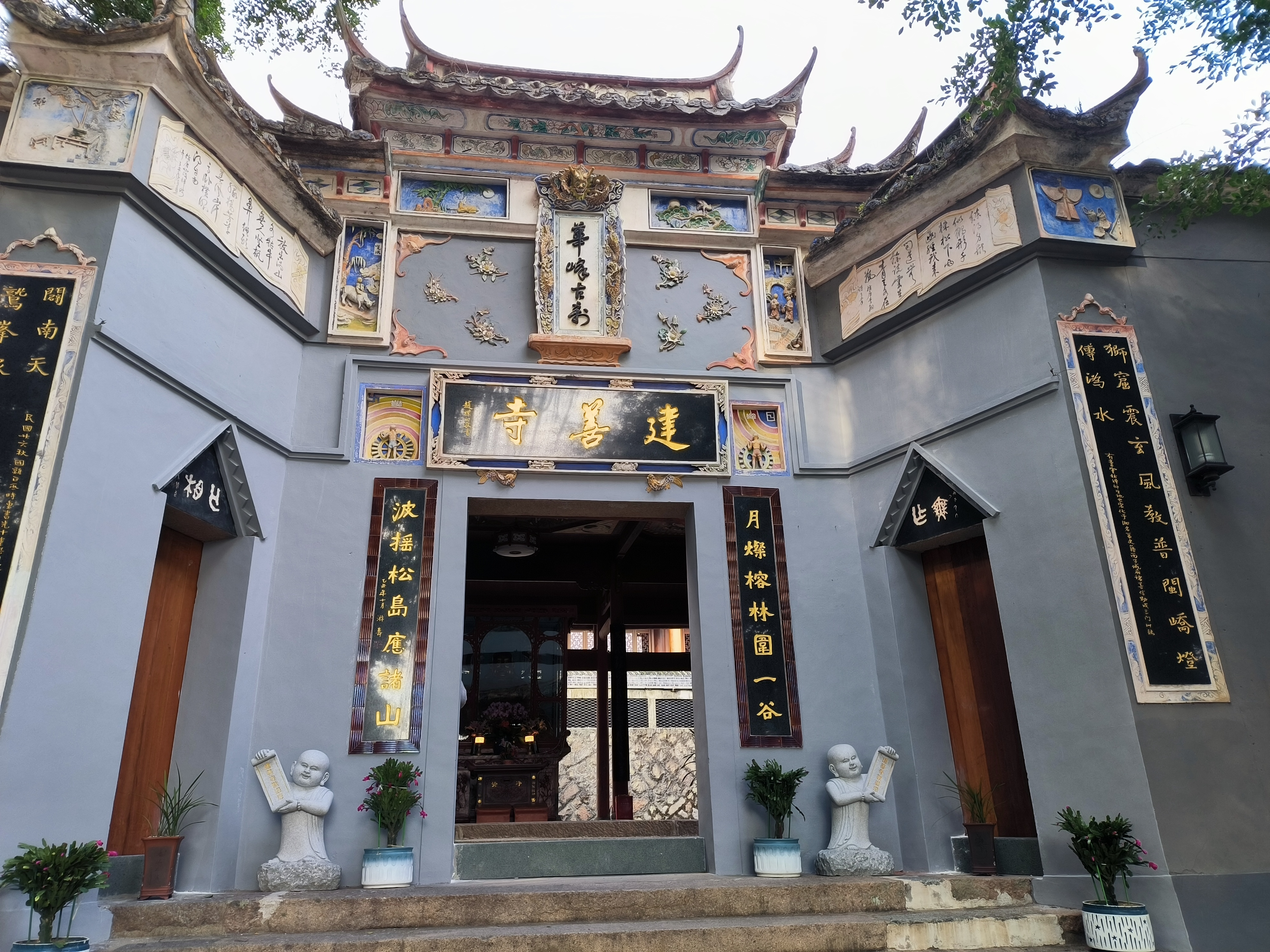
2020年代修缮后的建善寺

在孙吴时期，温麻地区的移民来自江南一带的劳工与流放罪犯，晋朝及十六国时期，由于北方战乱丛生，大量移民因衣冠南渡南迁入闽，为闽东带来了大量的汉族人口。刘宋永初元年（420年），温麻县东狮山枇杷林（今霞浦县松港街道）始建窑以烧制屋瓦，齐永明元年（483年）修筑的建福斋是闽东最早的佛教寺庙，后迁址到华峰山下，改名建善寺。南陈太建十四年，古印度健馱邏國高僧那崛多到温麻清潭（今霞浦县沙江镇）一带传教，提倡修建清潭寺。:8
同时期，闽东地区还设有罗江县，但由于缺乏相关史料，至今无法确认其治所在何处。

## 唐宋各县变迁（702年—1286年）

### 建制沿革
武周长安二年（702年），连江县白鹤岭（在今宁德市蕉城区南漈山）以北的地区析出重新设置温麻县，其管辖地区包括了今霞浦、柘荣、福安、福鼎、宁德、周宁、寿宁、政和等县市，县行政中心在今霞浦县城西郊。开元二十九年（741年），侯官县东北部析置古田县，其辖境包含了今古田县、屏南县以及部分蕉城区辖境。天宝元年（742年），温麻县改称长溪县，县治迁往城坊（今霞浦县政府所在地松城街道），此后城坊长期成为闽东地区的行政中心。
開成年间，长溪县南部宁川乡、古田县东部地区析出，设立感德场。乾符五年（878年），黄巢起义军借道长溪一度攻入福建，后福建地区由福建观察使、威武军节度使等藩镇把持。五代十国时期，闽国统治福建，长溪县、古田县、感德场均归闽国管辖。龙启元年（933年）将感德场地区由“宁川”“感德场”各取一字升格为宁德县，其辖境大致包括今蕉城区、周宁县和政和县等地。至闽国灭亡前夕，宁德市一带已成立了3个县，即长溪县、古田县和宁德县，均隶属于長樂府。:9
945年，闽国为南唐所灭，但闽东地区均被吴越国占领，太平兴国三年（978年），吴越并入北宋，闽东地区隶属于两浙西南路，雍熙二年（985年）改为福建路。咸平三年（公元1000年），關隸鎮从宁德县析出，升格为關隸縣（大部分为今政和县，还包括今寿宁县西北部地区），先后隶属于建宁军、建宁府管辖:51，南宋淳祐五年（1245年），自长溪县析永乐乡、灵霍乡置福安县。南宋行在临安被元军攻陷后，宰相文天祥经江、海抵达长溪，后前往建州抵抗。

### 文化发展
唐朝至五代十国时期，闽东一带的经济文化有了一定的发展。740年，尚未建县的古田已有较成熟的制曲与酿酒技术。福建地区的首个进士薛令之（六世祖为薛姓入闽始祖薛贺，官至南梁光祿大夫）的原籍就在长溪县石津矶（后此地因薛令之得名“廉村”，今属福安溪潭），唐朝诗人、政治人物林嵩是长溪县赤岸人（今属霞浦松港）。至宋朝年间，由于中國經濟重心南移的完成，闽东地区经济、政治、文化等各方面获得了更大的发展，诞生了闽东首位文状元余复（籍贯古田县）、诗人谢翱（籍贯长溪县）等诸多文人，以及闽东首位武状元林汝浃（籍贯长溪县劝儒乡，在今福鼎磻溪）。庆元年间，受到韩侂胄迫害的理学宗师朱熹到闽东避难，先后讲学于古田蓝田书院（今属古田杉洋）、宁德石堂（今属蕉城虎浿）、长溪龟岭寺（今属福安社口）、赤岸（今霞浦赤岸村）、潋村、璇玑阁（今属福鼎太姥山）、桐山（今福鼎城关）和武曲（今寿宁武曲）等地，今闽东多处地方都留有朱熹的题字真迹，如古田“蓝田书院”摩崖石刻、蕉城梅鹤古建筑群中的沉字桥、霞浦龙首寺的“白云深处”石刻等。:103-105:9，1588
宗教文化上，佛教沩仰宗创始人溈山靈祐为长溪县人（今霞浦县南），贞元元年（785年）在建善寺出家；古田县于贞元八年（792年）建成了当今世界陈靖姑（临水夫人）信仰文化的中心古田临水祖宫，是重要的福建当地民间信仰。贞元二十年（804年），来自日本的空海和尚随遣唐使入唐，所乘的船遇难而向南漂流，于长溪县赤岸（今霞浦县赤岸村）登陆，经福州赴长安，回国后创立真言宗佛教，由于空海在日本历史上的巨大影响力，日本方面多次到空海登陆地参拜，1994年中日双方在赤岸建造空海大师纪念堂以兹纪念。乾德四年（966年），唐代回鹘籍摩尼教传教士呼禄法师的第四代弟子孙绵在长溪上万村修建龙首寺（并非朱熹题字所在的同名寺院），元代改称乐山堂，是福建首个摩尼教寺院，至林瞪接任第二代寺主后，摩尼教在福建发扬光大并建立了完备的宗教体系，林瞪也成为福建摩尼教的祖师，今霞浦柏洋乡一带对他的祭祀仪式延绵至今，福州台江区亦有供奉林瞪的浦西境福寿宫。开宝四年（971年），吴越国王下令在宁德县支提山修建华严寺，是宁德华严宗的代表建筑。此外，畲族人口在唐朝时期自闽粤赣交界地带迁入福州、宁德地区，畲文化也由此引入宁德。:9，1588

## 福宁州府时期（1286年—1913年）

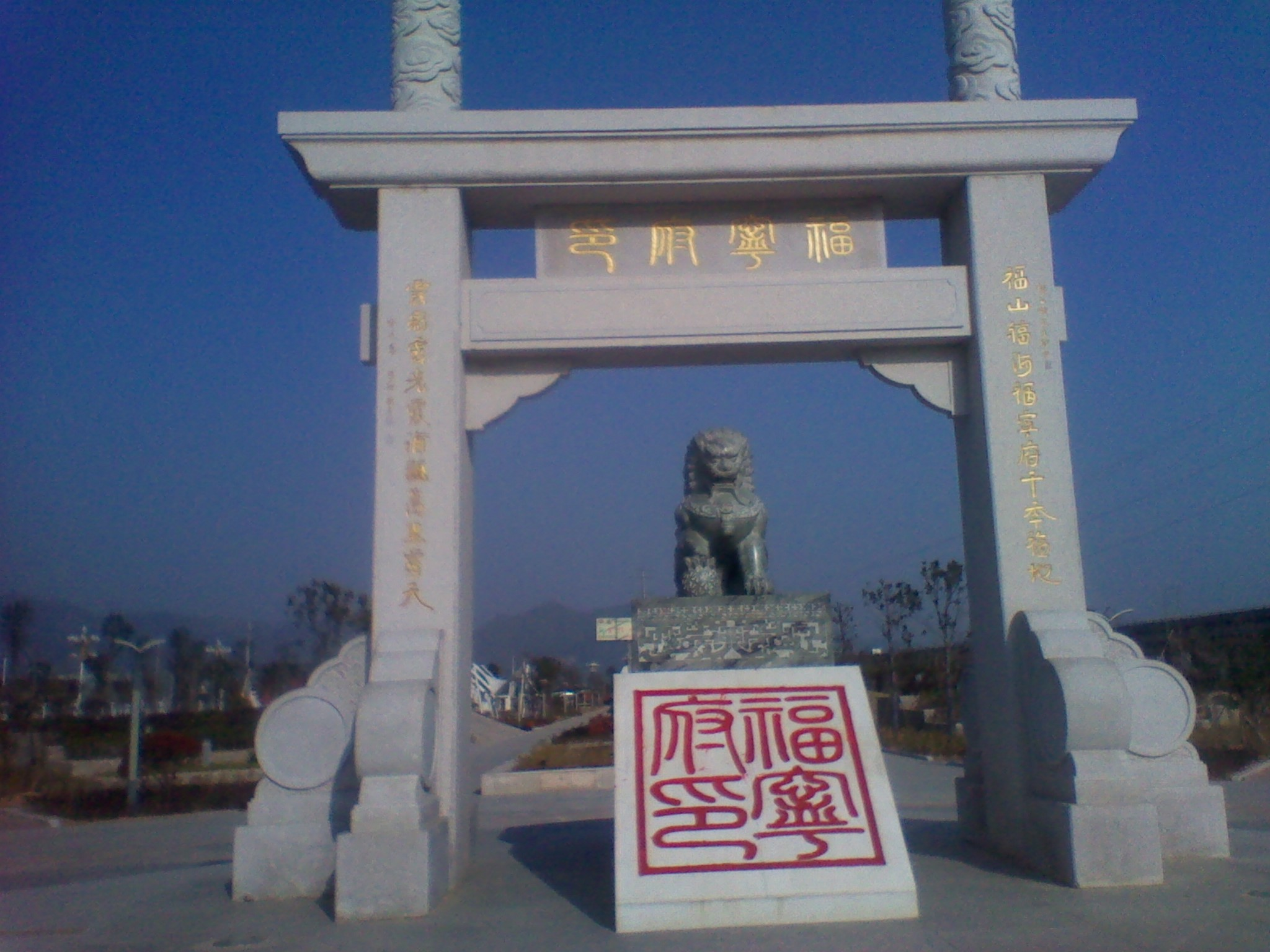
象征福宁府官府的印信塑像，位于福宁文化公园

至元二十三年（1286年），元朝升长溪县置福宁州，因统领福安、宁德二县而得名，直辖原长溪县辖域，管辖福安、宁德两县，隶属于江浙行省，至正二十六年（1366年）福宁州被陳友定控制。明朝洪武元年（1368年），已控制福宁州的柘洋（今柘荣县）人袁天禄归顺明朝，次年，福宁州被降格为县，与福安县、宁德县、古田县共同归属福州府管辖。景泰六年（1455年）析福安县西北地、政和县东北地置寿宁县，仍属建宁府。成化九年（1473年），福宁县重新升格为直隶州，管辖宁德、福安二县，属福建布政使司。古田县仍属于福州府管辖。位于北京的明朝政权覆灭后，由隆武帝领导的南明政权控制福建。隆武二年（1646年），清军南下占领福建，福宁州一带一度被刘中藻率领义军攻克，但不久后就被清军收复。
清朝初期，福宁直隶州属于福建省。雍正十二年（1734年），福宁州升为福宁府，同时置霞浦县为附郭县，福宁府的行政中心设在霞浦县城坊镇；将寿宁县划入福宁府管辖；古田划出县北十三都之地设屏南县，古田、屏南县属福州府管辖。乾隆四年（1739年），将霞浦县遥香、廉江、望海、育仁四乡析出，建立福鼎县。至此，福宁府管辖霞浦、宁德、福安、寿宁、福鼎5个县，此五县被称作“福宁五邑”，而古田、屏南两县传统上则属于福州十邑。宣统三年（1911年），辛亥革命爆发，满族的福宁府知府智格闻风出逃。在霞浦县乡绅、代理知事王邦怀稳住府治局势后，新成立的福建军政府都督孫道仁委任胡桂高为中华民国福宁府首任知事，福宁自此进入民国时期。:19

### 经济与文化
作为东南沿海地区，福宁一带与台湾、日本较近，同时闽东多山，气候条件适宜，使得闽东地区在明清时期的经济来源主要是种植业与渔业，福安坦洋红茶、宁德玉兰花茶等制茶业在此时兴起。自洪武三年（1370年）开始，倭寇屡次侵犯福宁沿海，官府在福宁大康（今霞浦长春镇大京村）设立了福宁卫以抵御倭寇；正统年间，闽北、闽中地区的叶宗留、邓茂七相继起义，正统十三年（1448年），福宁人柴头进领导农民在此响应邓茂七起义军，景泰五年（1454 年）福安官台山（在今寿宁县）又爆发起义，为安抚民心，朝廷免去浙江、福建银税。嘉靖三十年（1551年），倭寇数十人攻陷福安县城，进逼柘洋，此后数年，福宁州累遭倭寇入侵，宁德、福安、寿宁等地屡遭攻陷，众多民众惨遭杀害。嘉靖四十一年（1562年）戚继光率义乌兵南下，歼灭倭寇在宁德横屿的老巢，留下浙营驻守，倭患遂得以减轻:11-14。明末清初，由于郑成功在台湾与清廷对峙，清朝实行“迁界令”以应对明郑，使得沿海渔民失去维生手段与居住地，加之反清武装的攻击与土匪的猖獗甚至导致了地方官员对县城失去控制的情况，福宁地区在顺治、康熙年间遭到严重的经济文化打击，直至康熙二十二年（1683年）明郑覆灭后，清廷才有能力逐渐调整复苏福宁地区的社会秩序。

#### 西方对福宁地区的经济文化影响

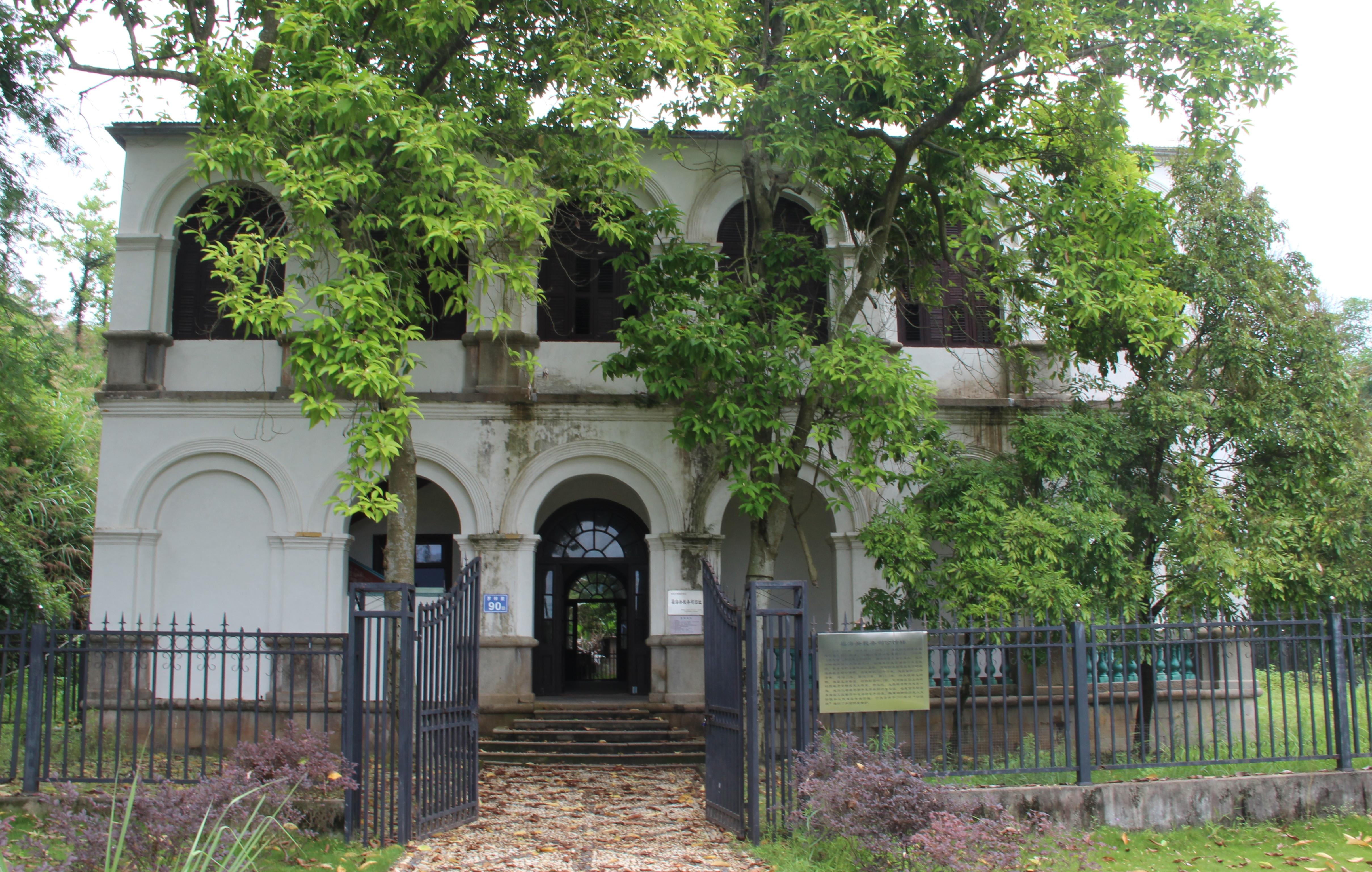
位于宁德三都镇的福海关税务司旧址

明万历三十九年（1611年），西方天主教传教士自菲律宾来福宁传教，教会势力扩大后引发了反洋教斗争，崇祯十一年（1638年），受反洋教斗争影响，福安等地将传教士驱逐，封闭教堂。清初，福安人罗文藻在马尼拉祝圣，回到福建传教后在广州成为首位中国籍神父、主教。顺治末年，位于福安溪东的天主教府是福建天主教中心。受清朝禁教的影响，天主教在福宁地区并没有非常大的影响力，直到鸦片战争及《黄埔条约》签订后才开始扩大影响，清朝迫于列强压力，甚至反过来镇压福安、古田等地反洋教的农民起义军。光绪二十四年（1898年），清政府同意三都澳开埠，成为对外贸易港口，翌年5月设立福海关，是福建第三个海关，用于管理口岸贸易。:11-18

## 中华民国时期（1913年—1949年）

### 北洋政府时期
民国2年（1913年），福宁府因废府州厅改县政策而撤销，宁德市域的各县隶属于福建省東路道，道治设在闽侯县。自此，霞浦县失去了1631年以来在福宁地区的行政中心地位:109。1914年，东路道改称闽海道，下辖今宁德市域的宁德、霞浦、福安、寿宁、福鼎、古田和屏南等县。

### 国民政府时期

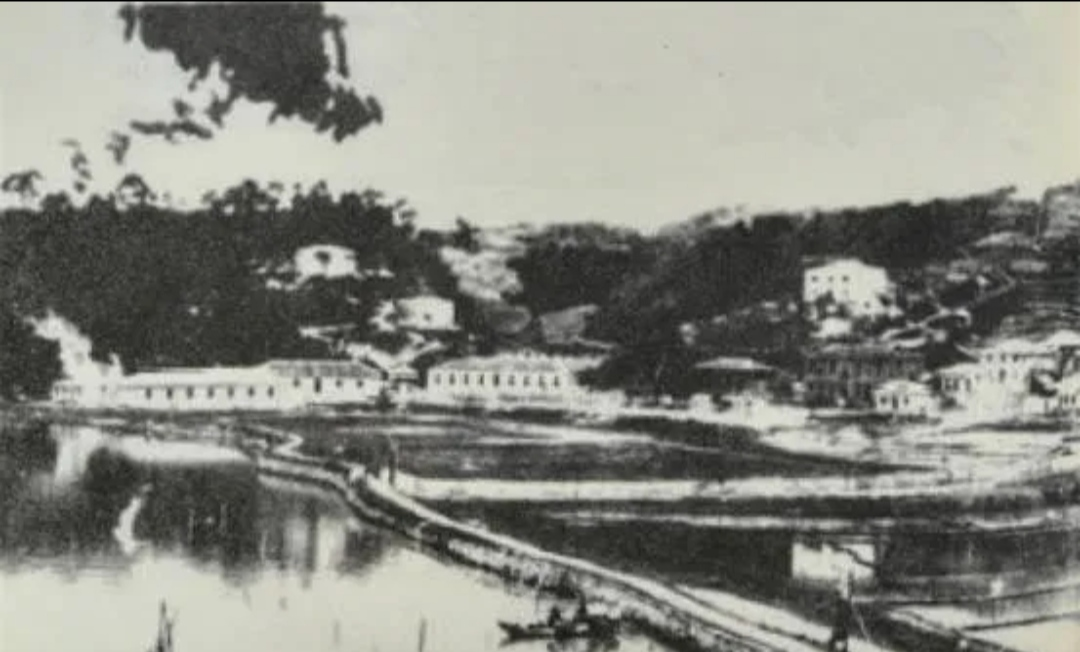
位于三都岛的福建省立三都中学，是20世纪30年代闽东地区的最高学府

1925年，国民革命军許崇智入闽，控制了福建省大部分地区，国民党建立的政府将道制废除，宁德各县属福建省直辖。1933年闽变爆发，国民革命军第十九路军成立中华共和国，将原闽海道辖区各县划入闽海省，但十九路军政权仅维持58天便覆灭，国民政府接管福建后恢复原建制。1934年7月，福建省政府为方便地方管理，将福建省划分为10个行政督察區作为非正式的行政区划，福安、宁德、霞浦、寿宁、福鼎和屏南六县划入第二行政督察区，专员公署驻福安县；古田县隶属于第三行政督察区，专员公署驻南平縣。:109
1935年，福建省开始在全省范围内推行特种区制度，作为准县级行政区划进行管理。4月，析宁德县三都岛及周围海域置三都特种区，6月，国民政府在收复被中国共产党地方武装占领的周墩县（原宁德县第五区）和霞鼎泰县（大部分在霞浦县上西柘洋区）后，在今周宁、柘荣辖境分别设置周墩特種區、柘洋特种区。10月，福建省重新划定行政督察区，霞浦、福安、宁德、福鼎四县及三都、周墩、柘洋三个特种区划入第一行政督察区，专员公署驻长乐县；屏南县划入古田所在的第二行政督察区（原第三行政督察区），专署驻南平县；寿宁县划入第三行政督察区，专署驻浦城县。1939年3月，三都特种区裁撤，并入宁德县。7月，寿宁县划入第一区。:110
1941年5月，以第一区的霞浦、宁德、福安、福鼎、寿宁5县与周墩、柘洋2特种区，及第三区的屏南县组建第八行政督察区，专署驻福安县，原属第三区的古田县划入第一区，专署于1946年3月由长乐移治林森縣（1943年改闽侯县置，今闽侯县），6月迁回长乐。1945年，周墩、柘洋两特种区升格为周宁县和柘荣县，1947年，第一区裁撤，古田县和原属第八区的屏南县划入第二区，第八区改称第一行政督察区，下辖霞浦、宁德、福安、福鼎、寿宁、周宁和柘荣7县。该区划被沿用至中国人民解放军接管福建。:110

### 中国共产党的地方割据

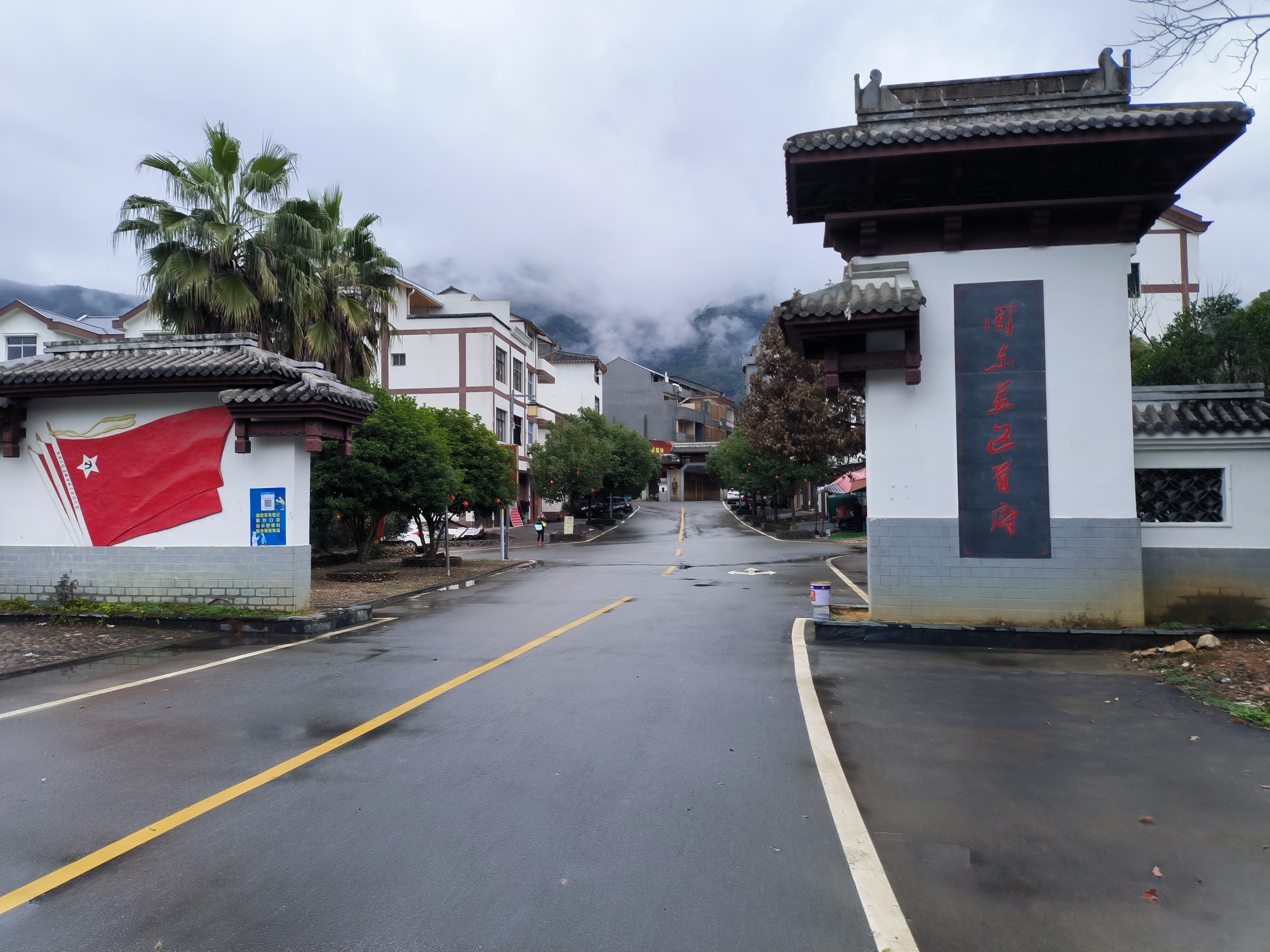
位于福安市溪柄镇斗面村柏柱洋的闽东苏区纪念馆，此地是闽东苏维埃政府的行政中心所在地，有“闽东延安”之称

中国共产党最早在宁德市域的活动发生在第一次国共合作末期，由陈炳、黄孝敏等人于1927年3月在古田县创建的中共古田特别支部，隶属于中共福州地委，该支部存在到1928年8月。1930年，中共党员陈铁民在福安县建立中共福安县委（即后来的福安中心县委），1932年，马立峰、詹如柏等人在陶铸的指导下发动兰田暴动，建立闽东地区的首支成建制的中国工农红军武装:1117-1118。1933年，叶飞领导福安中心县委先后发动赛岐暴动、霞浦暴动等战役，攻占了赛岐、周墩、柘洋等山区重镇以及广大农村领土，成立闽东革命委员会；同年冬，海匪武装柯成贵部投靠中国共产党并接受中国工农红军改编，成为中国共产党历史上第一支成建制的海上部队。1934年，中共福安中心县委发展为中共闽东临时特委，顺势组建闽东苏维埃政府及中国工农红军闽东独立师，极盛时期的闽东红色政权势力范围囊括了宁德市下所有县的部分农村地区:925-926，故中华人民共和国成立后，宁德的九个县级行政区均被评为“革命老区县”。1935年中央红军长征后，闽东革命根据地相继被国军收复、瓦解，苏维埃政府难以维持，遂改组为闽东游击区。1937年抗日战争全面爆发，受中共中央统一战线影响，闽东游击区改为闽东军政委员会，同年年底，在与福建省政府达成合作协议后，闽东独立师被改编为新四军，北上江苏参加抗日战争，中国共产党在闽东的势力失去武装支持后无力抵抗国民党的清剿而基本消失，1945年，最后一任闽东特委书记张翼被调往闽北任中共闽北特委委员，闽东特委自此名存实亡。:109-110，900-901
1947年，中共闽浙赣省委书记曾镜冰在古田发动澄洋暴动，重新在闽东组建起中共游击队武装，后重新组建了闽浙赣革命根据地。1947年2月，庄征、阮伯淇发展了闽东城市工作委员会（后改称城市工作部）组织，以对城市知识分子进行统一战线、吸收党员，原闽东军政委员会副主席阮英平回到福建领导中共地方组织发动暴动组建武装力量，9月，阮英平、阮伯淇等人正式组建中共闽东地委，在闽东各县领导闽东地区的中国共产党运动。1948年2月，阮英平在意外中死亡，随即引发了城工部事件，中共闽浙赣省委对党内城市工作部组织与党员开展清洗，闽东地委自此基本失去组织秩序，仅剩下由省委领导的武装游击队:21,247。第二次国共内战末期，闽东的中共党组织（包括已与上级失去联系、1956年前工作不受福建省委承认的城工部组织）配合南下的中国人民解放军接管了福建省大部分地区，闽东地委改组为闽东工作委员会，参与各县政权的接管工作。

## 中华人民共和国时期（1949年至今）

### 福安行政中心时期
1949年6月11日，中国人民解放军接管福鼎县，是宁德首个被中国共产党接管的县，被划归温州专区管辖（8月17日改属福安专区），此后闽东各县城相继被接管，建立人民民主政府。9月，福建省人民政府将全省划分为7个专区，古田、屏南两县划入第二专区（1950年改称南平专区），原民国时期第一行政督察区的七县划入第三专区，中共闽东工作委员会改组为中共福建省第三地方委员会，专区行政公署驻福安县。10月1日中华人民共和国成立后，现今的宁德9县市中已有8个在中国共产党的统治下，各人民民主政府改称人民政府，11月28日，中国人民解放军进入屏南县，宁德全境进入中国共产党统治时期。1950年，第三专区改称福安专区。:31-32，110-111
1956年3月，原属闽侯专区的罗源、连江、长乐三县划入福安专区；7月，柘荣县撤销，并入福安县。1959年，原属南平专区的松溪、政和二县划入福安专区，连江、长乐二县重新划归闽侯专区。1960年，松溪、政和二县合并为松政县。1961年，柘荣县从福安县重新划出。1962年，松政县拆分为松溪、政和二县，罗源县划归地级福州市。1963年，原属南平专区的古田、屏南二县划入闽侯专区。此时，福安专区下辖福安、宁德、霞浦、福鼎、寿宁、周宁、柘荣、松溪和政和9个县。1968年，福安专区行政公署改称福安专区革命委员会。

### 宁德行政中心时期

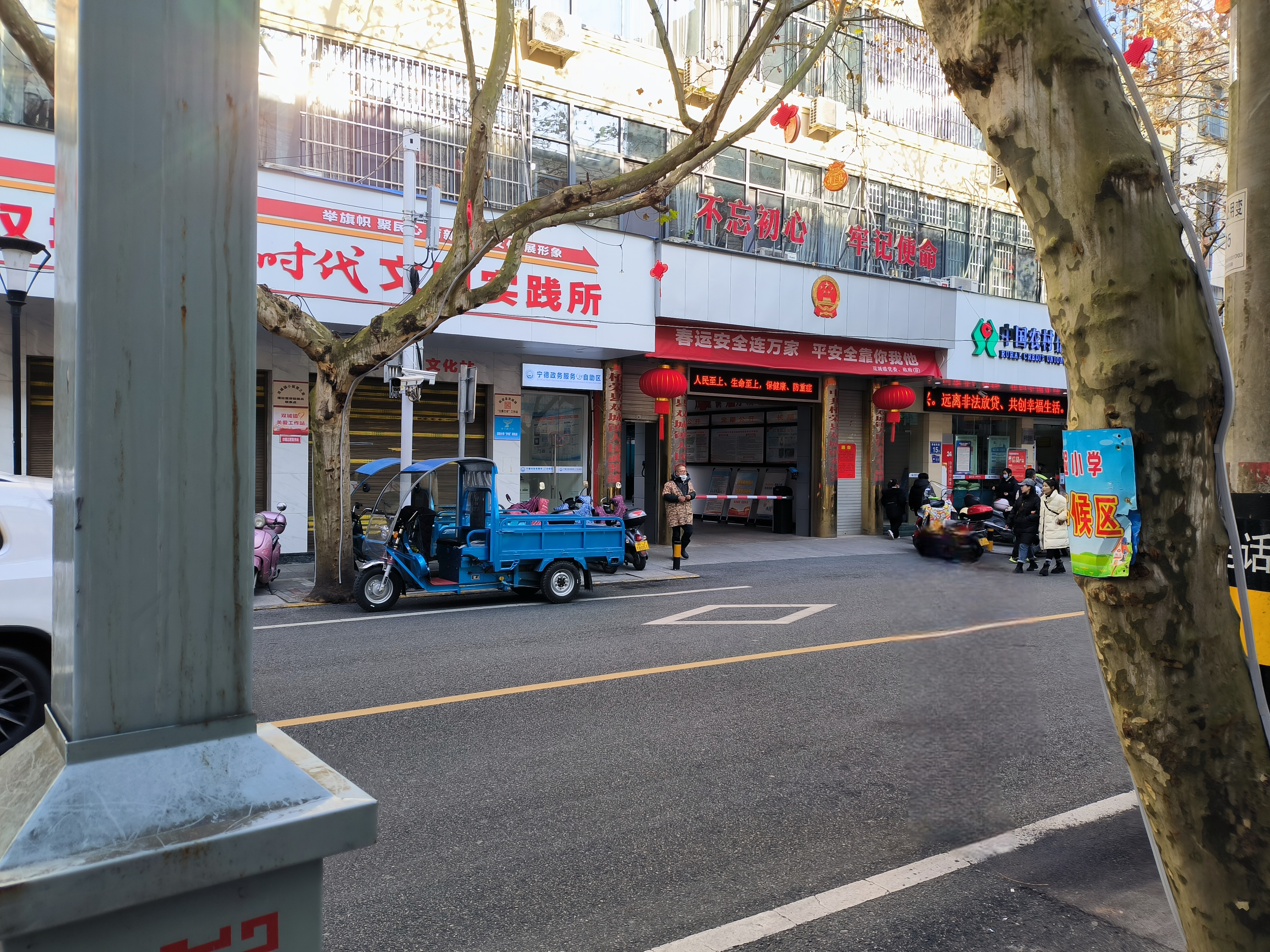
位于柘荣县的双城镇，柘荣在中华人民共和国历史上遭到两次撤销，是宁德市最不发达的县级行政区

1970年2月，福安专区革命委员会迁往宁德，原属闽侯专区的古田、屏南、罗源、连江4县划入；柘荣县再次撤销，辖区分别并入福安、福鼎二县；松溪、政和二县合并为松政县，划入南平专区。1971年6月，福安专区改称宁德地区，下辖原属福安专区的10个县。1975年，柘荣县恢复建制。1978年，宁德地区革命委员会撤销，改称宁德地区行政公署。1983年4月，罗源、连江两县划归福州市。:111
1988年，宁德县撤县设县级宁德市:52；翌年，福安撤县设县级福安市；1995年福鼎撤县设县级福鼎市。1999年，中华人民共和国国务院批准撤销宁德地区行政公署，以原宁德地区辖域设立地级宁德市，原县级宁德市改设宁德市蕉城区，为宁德市人民政府驻地。2000年11月14日，宁德市人民政府正式挂牌成立，并延续至今。2006年，蕉城区的闽东华侨经济开发区和闽东工业园区整合成立福建东侨经济开发区，2012年升级为国家级经开区并改名东侨经济技术开发区，东侨区管委会行政上与县级行政区平级，区划上隶属于蕉城区，现为宁德市人民政府所在地。目前，宁德市下辖1个市辖区（蕉城区）、2个县级市（福安市、福鼎市）、6个县（霞浦县、寿宁县、周宁县、古田县、屏南县、柘荣县）和1个经济技术开发区（东侨）。

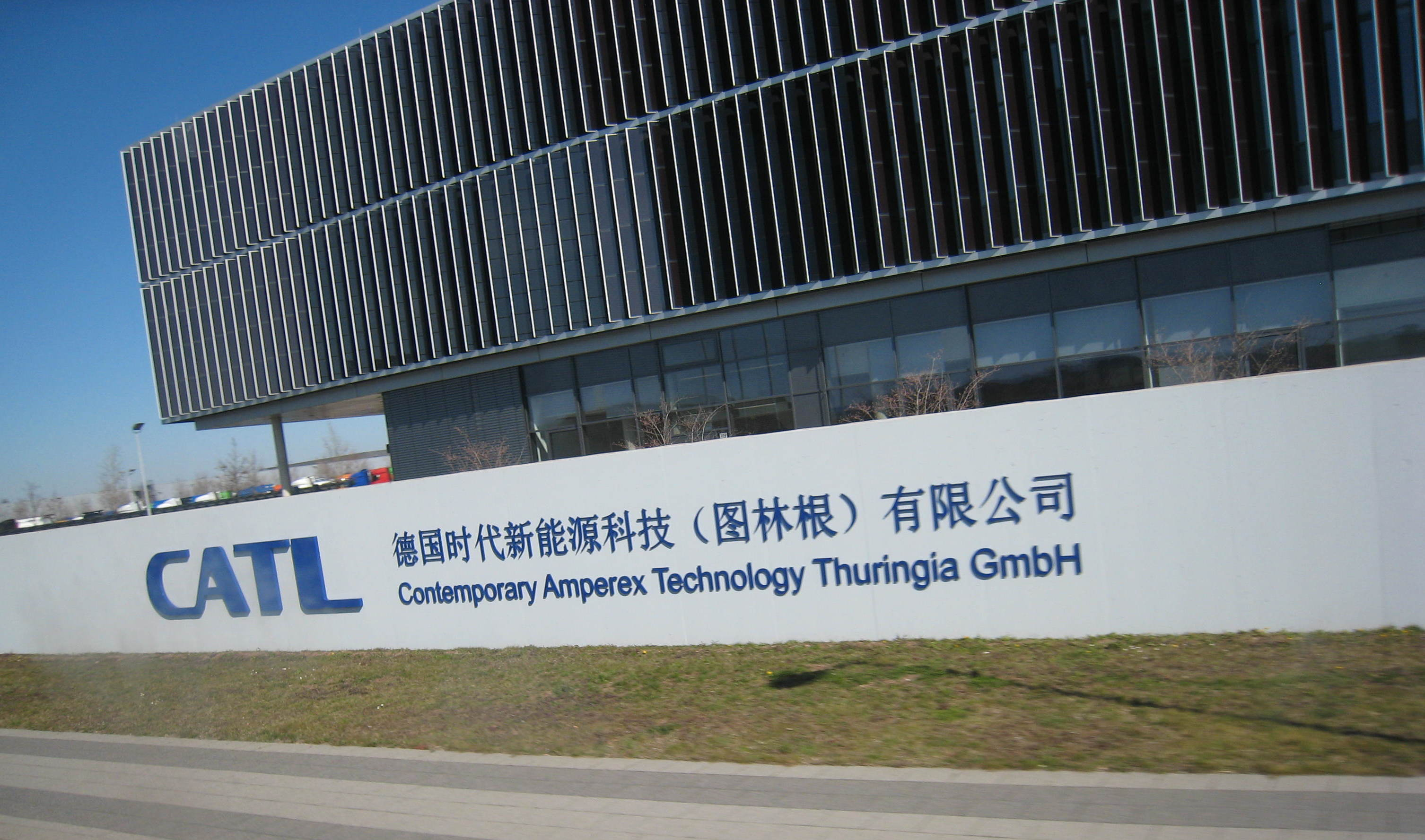
位于德国图林根的宁德时代分部，是宁德时代的4个研发中心之一

宁德的文化深受福州文化圈的影响，同时融合了畲族、闽南、客家与浙南等文化。21世纪10年代之前，宁德由于作为行政中心的历史短暂、经济实力不高，且在省内与市内的文化辐射能力不强而并不是非常著名的城市。曾于20世纪80年代末任中共宁德地委书记的习近平担任中华人民共和国领导人之后，中国官媒将习近平在宁德任职的历史做了一定篇幅的宣传（譬如央视纪录片《習總書記的初心》），使得宁德的知名度有所提升；由曾毓群创办的占据了全球电动汽车电池市场三分之一的新能源汽车、电池制造公司宁德时代闻名于世后，宁德遂开始扬名于国内外。